# Firfol
Firfol ist eine französische Gemeinde mit 367 Einwohnern (Stand 1. Januar 2022) im Département Calvados in der Region Normandie. Sie gehört zum Arrondissement Lisieux und zum Kanton Pont-l’Évêque. 
Nachbargemeinden sind Ouilly-du-Houley im Norden und im Osten, Marolles im Südosten, Courtonne-la-Meurdrac im Süden, Glos im Südwesten und Hermival-les-Vaux im Westen.

## Bevölkerungsentwicklung
| Jahr      | 1962 | 1968 | 1975 | 1982 | 1990 | 1999 | 2006 | 2015 |
| --------- | ---- | ---- | ---- | ---- | ---- | ---- | ---- | ---- |
| Einwohner | 173  | 206  | 281  | 343  | 382  | 433  | 432  | 428  |

## Sehenswürdigkeiten
- Priorat Firfol, seit 1927 als Monument historique ausgewiesen

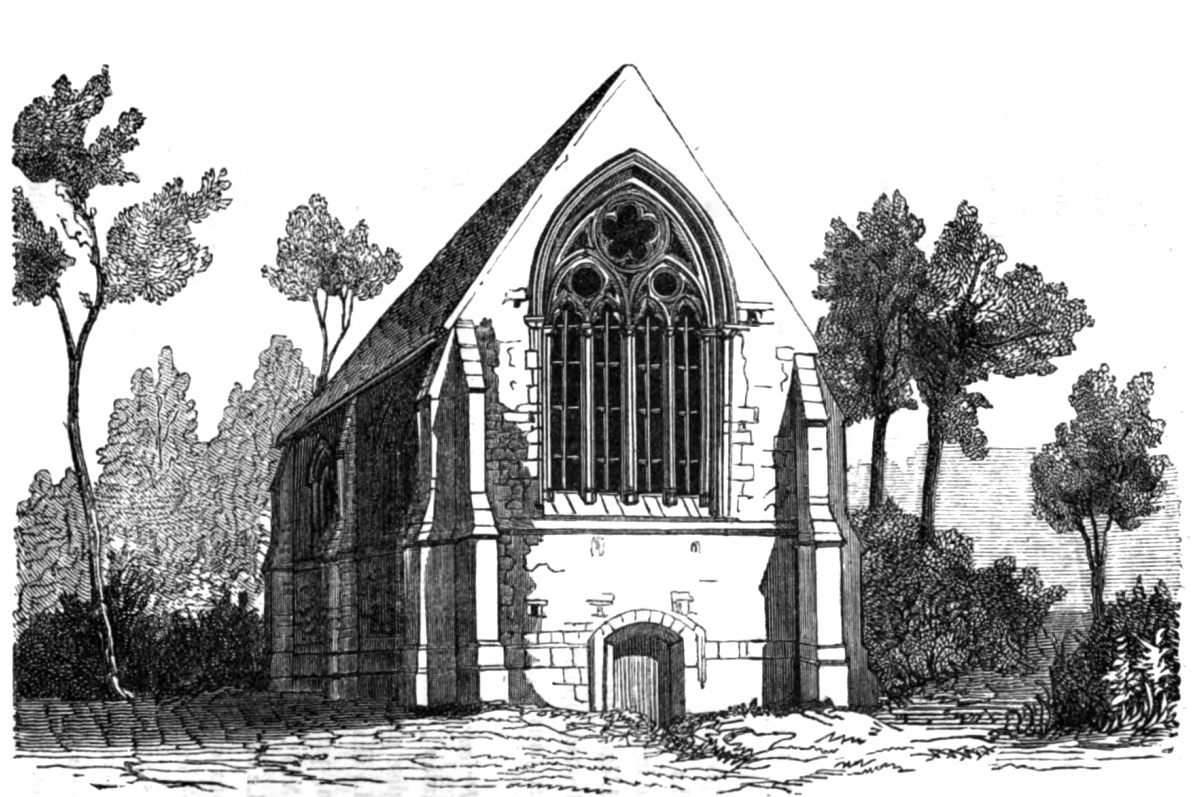
Prieuré de Firfol